# 钱清街道
钱清街道，原为钱清镇，是中国浙江省绍兴市柯桥区下辖的一个镇。2019年10月15日，撤镇设街道。

## 辖区
钱清街道辖有：
西后街社区、东后街社区、塔下社区、东江社区、前梅村、方家桥村、顾家荡村、钱清村、南钱清村、江南村、江墅村、九岩村、新甸村、劳动村、蜀风村、华星村、白马山村、凤仪村、遗风村、岭湖村、梅东村、清风村、枢里村、联兴村和三西村。